# 南穀州
南穀州，中国古代的州。
唐朝武德二年（619年）王世充以刘继叔为南穀州刺史，以宋州的穀熟縣（今河南省商丘市虞城县西南）设立南穀州。武德四年（621年）废除南穀州，穀熟县改属宋州。
刺史
- 刘继叔（619年－621年）